# Gottlob Jacobi

Gottlob Jacobi

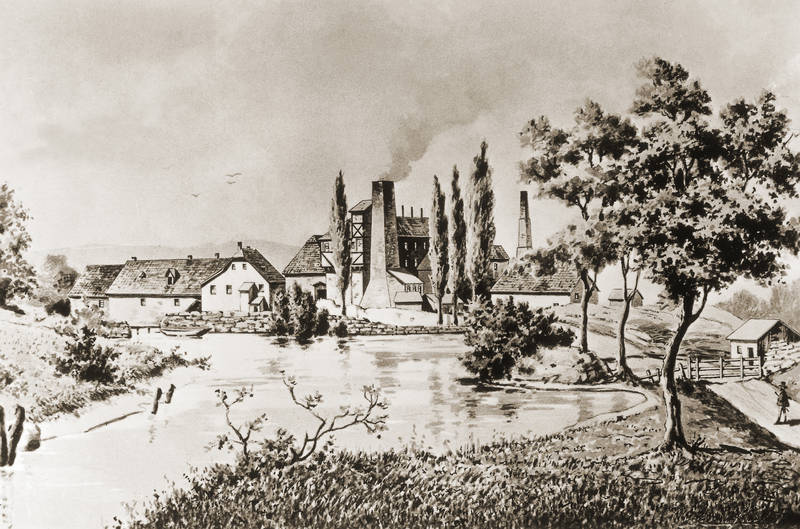
Historische Abbildung der St.-Antony-Hütte

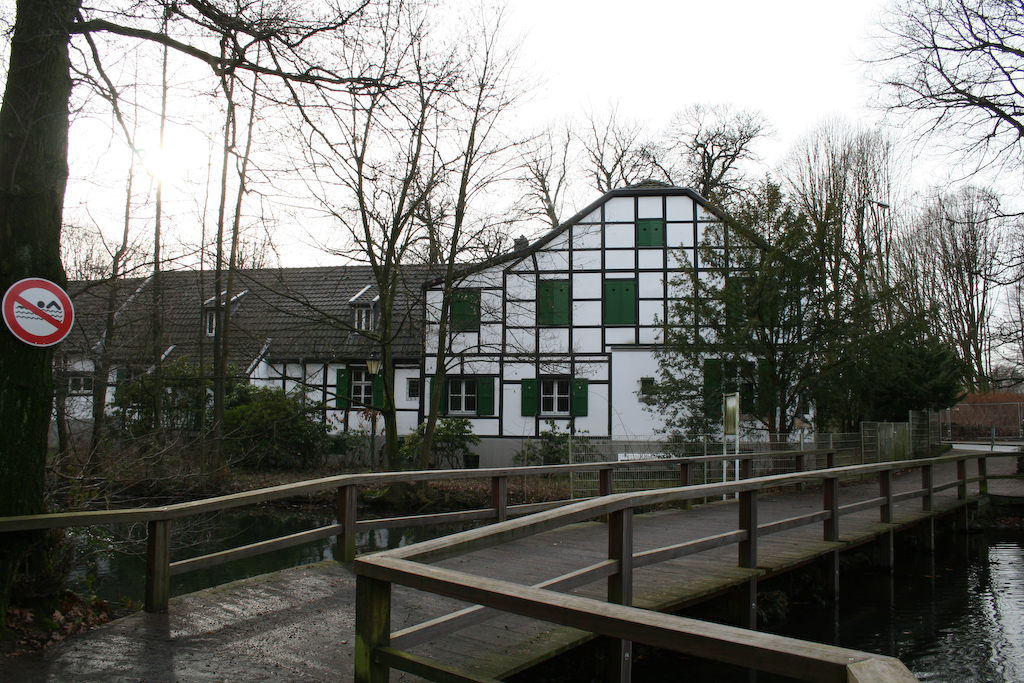
Wohnhaus der Antony-Hütte

Gottlob Julius Jacobi (* 28. Dezember 1770 in Winningen; † 25. Januar 1823 in Sterkrade) war ein deutscher Unternehmer und Mitbegründer des späteren Gutehoffnungshütte-Konzerns.

## Leben
Auf der von seinem Vater Heinrich Daniel Jacobi geleiteten Sayner Hütte bei Koblenz sammelte Gottlob Jacobi erste Kenntnisse in der Eisenverhüttung und vertiefte diese während seiner Lehr- und Wanderjahre in England. Vater Jacobi stand in Diensten des Trierer Kurfürsten und Erzbischofs Clemens Wenzeslaus von Sachsen, dessen Schwester Maria Kunigunde wiederum Fürstäbtissin in Essen war und sich ebenfalls für die Eisenverhüttung interessierte. Als sie um 1790 einen Verwalter für die von ihr gegründete Eisenhütte Neu-Essen suchte, nutzte sie diese Verbindung und holte Gottlob Jacobi an die Emscher.
In unmittelbarer Nachbarschaft von „Neu-Essen“ waren damals bereits zwei weitere Eisenhütten in Betrieb: Die St.-Antony-Hütte (seit 1758), die nahe Osterfeld auf dem Gebiet des kurkölnischen Vest Recklinghausen lag, sowie die Hütte „Gute Hoffnung“ (seit 1782) in Sterkrade, das zum Herzogtum Kleve und somit zu Preußen gehörte. Ab 1793 kam es zu einem längeren und zum Teil mit Waffengewalt ausgetragenen Rechtsstreit zwischen Maria Kunigunde und dem Pächter der „Guten Hoffnung“, Eberhard Pfandhöfer, die beide Anspruch auf die Hütte St. Antony erhoben. Nachdem Pfandhöfer sich schließlich 1797 völlig überschuldet nach Holland abgesetzt hatte, übernahm Jacobi endgültig die Leitung auf St. Antony, verlegte seinen Wohnsitz dorthin und modernisierte das Werk grundlegend. In Zusammenarbeit mit dem Handelshaus der Brüder Haniel sorgte er zudem für den Absatz seiner Produkte entlang des Rheins und nach Holland. Zum Dank für seine Erfolge beteiligte die Fürstäbtissin Jacobi 1799 mit einem Viertel an beiden Hütten.
Im Jahr darauf heiratete er Sophia Haniel, eine Schwester seiner Geschäftspartner Franz und Gerhard Haniel. Als Maria Kunigunda nach der Aufhebung des Essener Reichsstifts das Interesse an ihren Eisenhütten verlor, gewann Jacobi 1805 seine Schwäger als Käufer für die Anteile der Fürstäbtissin. Zur gleichen Zeit erwarb ein weiterer Schwager der Haniels, Heinrich Arnold Huyssen, die Hütte „Gute Hoffnung“, die seit Pfandhöfers Flucht im Besitz der Helene Amalie Krupp gewesen war.
1808 wurden die drei Hütten schließlich in der Hüttengewerkschaft Jacobi, Haniel & Huyssen (JHH) vereinigt, aus der später (1873) der Gutehoffnungshütte-Konzern hervorging. Im Gesellschaftervertrag wurde Jacobi zudem die Leitung aller drei Hütten übertragen.
Im 53. Lebensjahr starb Jacobi im Wohnhaus der St.-Antony-Hütte, das heute Teil des Rheinischen Industriemuseums ist. Zu seinem Nachfolger als JHH-Direktor wurde Wilhelm Lueg bestellt, der einst bei Jacobi als Hauslehrer angefangen hatte und später Hütteninspektor gewesen war.

## Nachkommen
Aus Jacobs Ehe mit Johanna Sophia Haniel gingen sieben Kinder hervor, von denen fünf das Erwachsenenalter erreichten. Sohn August (1801–1842) arbeitete bis zu seinem frühen Tod ebenfalls als Hütteninspektor bei JHH, dessen Sohn Hugo leitete die Sterkrader Maschinenbauabteilung und wurde 1873 Vorstandsmitglied der Gutehoffnungshütte. Jacobis Tochter Clementine (1808–1847) heiratete 1830 den englischen Schiffbau-Ingenieur Nicolas Oliver Harvey, der ebenfalls für die JHH tätig war. Sohn Johann Ernst Jacobi (* 1. April 1814 in Sterkrade; † 31. Mai 1867 in Meißen) war Mitbesitzer der Eisengießerei und Maschinenbauanstalt in Meißen, welche Maschinen für die für Keramik, Ton- sowie Ziegelfabriken fertigte. Dessen Tochter Laura (* 7. September 1847 in Meißen; † 20. Juni 1913 in Düsseldorf) ehelichte 1872 Heinrich Lueg.
Ein weiterer Enkel Gottlob Jacobis ist der Indologe Hermann Jacobi.